# New Summerfield
New Summerfield – miasto w Stanach Zjednoczonych, w stanie Teksas, w hrabstwie Cherokee.